# Gibraltar Football Association
De Gibraltar Football Association (GFA) is de Gibraltarese voetbalbond. De GFA organiseert de competities zoals de Gibraltar National League, de Gibraltar Intermediate League en het bekertoernooi. De GFA is ook verantwoordelijk voor het Gibraltarees voetbalelftal.

## Internationale aansluiting
Op 8 januari 1997 vroeg de GFA het lidmaatschap van de FIFA aan. In maart 1999 gaf de FIFA aan dat de GFA in aanmerking kwam en het dossier werd doorgegeven aan de UEFA. De GFA vroeg op 12 april 1999 het lidmaatschap van de UEFA aan. In 2000 adviseerde een comité van de UEFA dat de GFA onder voorwaarden in aanmerking kwam voor het lidmaatschap. Hierop kwam een lobby vanuit Spanje tegen het lidmaatschap met betrekking tot de soevereiniteit van Gibraltar. In 2001 werden de regels voor het UEFA-lidmaatschap veranderd en alleen voorbehouden aan door de Verenigde Naties erkende staten. In 2002 accepteerde het Hof van Arbitrage voor Sport (CAS) een zaak van de GFA tegen de UEFA hierover. Dat oordeelde in 2003 dat de oude regelgeving betrekking had op de aanvraag van de GFA. Op 22 maart 2004 wees de UEFA de aanvraag van de GFA af omdat niet aan de voorwaarden voor lidmaatschap van de FIFA voldaan kon worden. De GFA ging opnieuw naar het CAS en dat sprak in 2006 uit dat de UEFA de GFA een voorlopig lidmaatschap moest geven en op de eerstvolgende vergadering het lidmaatschap op de agenda moest zetten. Dat laatste gebeurde jaren niet na lobbying van Spanje. In 2011 stapte de GFA opnieuw naar het CAS, wat aangaf dat de UEFA nu toch echt een beslissing moest nemen. In mei 2013 werd Gibraltar alsnog toegelaten tot de UEFA en daarmee het 54e lid van de voetbalbond. Op 13 mei 2016 werd Gibraltar het 211e lid van de FIFA.

## Nationale ploegen
- Gibraltarees voetbalelftal (mannen)
- Gibraltarees voetbalelftal (vrouwen)
- Gibraltarees voetbalelftal onder 21 (mannen)
- Gibraltarees voetbalelftal onder 17 (vrouwen)

Albanië · 
Andorra · 
Armenië · 
Azerbeidzjan · 
België · 
Bosnië-Herzegovina · 
Bulgarije · 
Cyprus · 
Denemarken · 
Duitsland · 
Engeland · 
Estland · 
Faeröer · 
Finland · 
Frankrijk · 
Georgië · 
Gibraltar · 
Griekenland · 
Hongarije · 
Ierland · 
IJsland · 
Israël · 
Italië · 
Kazachstan · 
Kosovo · 
Kroatië · 
Letland · 
Liechtenstein · 
Litouwen · 
Luxemburg · 
Malta · 
Moldavië · 
Montenegro · 
Nederland · 
Noord-Ierland · 
Noord-Macedonië · 
Noorwegen · 
Oekraïne · 
Oostenrijk · 
Polen · 
Portugal · 
Roemenië · 
Rusland · 
San Marino · 
Schotland · 
Servië · 
Slovenië · 
Slowakije · 
Spanje · 
Tsjechië · 
Turkije · 
Wales · 
Wit-Rusland · 
Zweden · 
Zwitserland
GFA · A-internationals · Bondscoaches · Statistieken · Vrouwenelftal · Olympisch elftal · Gibraltar U19 · Gibraltar U17
2010 – 2019 ·
2020 − 2029
2013 ·
2014 ·
2015 ·
2016 ·
2017 ·
2018 ·
2019 ·
2020 ·
2021 ·
2022 ·
2023 ·
2024
Andorra ·
Armenië ·
België ·
Bosnië en Herzegovina ·
Bulgarije ·
Cyprus ·
Denemarken ·
Duitsland ·
Estland ·
Faeröer ·
Frankrijk ·
Georgië ·
Grenada ·
Griekenland ·
Ierland ·
Kosovo ·
Kroatië ·
Letland ·
Liechtenstein ·
Litouwen ·
Malta ·
Moldavië ·
Montenegro ·
Nederland ·
Noord-Macedonië ·
Noorwegen ·
Polen ·
Portugal ·
San Marino ·
Schotland ·
Slovenië ·
Slowakije ·
Turkije ·
Wales ·
Zwitserland